# Stuor Guoudelis
Stuor Guoudelis är en sjö i Arjeplogs kommun i Lappland och ingår i Piteälvens huvudavrinningsområde. Sjön har en area på 0,77 kvadratkilometer och ligger 566 meter över havet. Stuor Guoudelis ligger i Hornavan-Sädvajaure fjällurskog Natura 2000-område.

## Delavrinningsområde
Stuor Guoudelis ingår i det delavrinningsområde (737318-158074) som SMHI kallar för Utloppet av Stuor Guoudelis. Medelhöjden är 574 meter över havet och ytan är 5,04 kvadratkilometer. Det finns inga avrinningsområden uppströms utan avrinningsområdet är högsta punkten. Vattendraget som avvattnar avrinningsområdet har biflödesordning 3, vilket innebär att vattnet flödar genom totalt 3 vattendrag innan det når havet efter 265 kilometer. Avrinningsområdet består mestadels av skog (82 procent). Avrinningsområdet har 0,92 kvadratkilometer vattenytor vilket ger det en sjöprocent på 18,3 procent.